# Galambu jezik
Galambu jezik (ISO 639-3: glo; galambe, galambi, galembi), afrazijski jezik iz nigerijske države Bauchi. Klasificiran je u jezike zapadnočadske skupine, uže skupine A.2. bole-tangale, i podskupie pravih bole jezika. 
Većina pripadnika etničke grupe Galambi ili Galambawa, čija populacija iznosi oko 25 000 (2006), svojim jezikom više ne govori, nego se služe jezikom hausa [hau]

## Vanjske poveznice
- Ethnologue (15th)